# Sphaerocarpaceae
Famille
Les Sphaerocarpaceae sont une famille de plantes de l’ordre des Sphaerocarpales.

## Liste des genres
Selon BioLib (22 septembre 2020), Catalogue of Life (22 septembre 2020), ITIS (22 septembre 2020) :
- genre Geothallus Campb.
- genre Sphaerocarpos Boehm.

Selon Tropicos (22 septembre 2020) (Attention liste brute contenant possiblement des synonymes) :
- genre Geocarpus K.I. Goebel
- genre Geothallus Campb.
- genre Sphaerocarpos P. Micheli ex Boehm.